# Android-x86

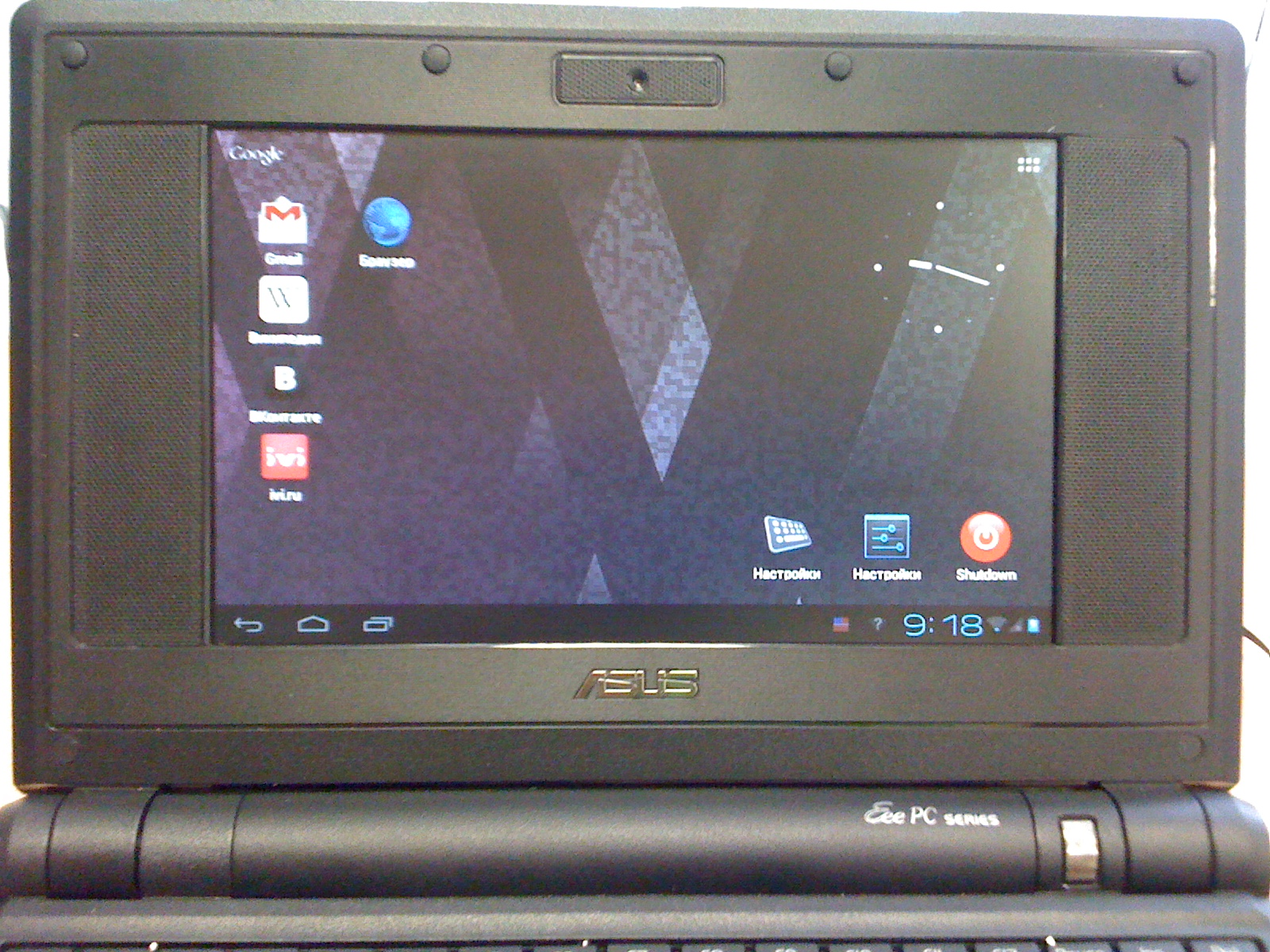
Android-x86 pe un notebook Asus EeePC 701 4G

Android-x86 este un sistem de operare, versiune a sistemului de operare Android pentru smartphone și tablete proiectat să funcționeze pe dispozitive care au procesoare x86 sau x86-64 Intel sau AMD. Proiectul a fost inițiat de Chih-Wei Huang și Yi Sun în 2009.

## Caracteristici
Android-x86 poate fi instalat în versiunile 32-bit sau 64-bit, dintr-un fișier ISO. Imaginile ISO pot fi executate în modul Live sau instalate pe hard disk. Începând cu versiunea 4.4-r2, Android-x86 este disponibil și în EFI image, care pot fi folosite pentru a crea Live USB.
Android-x86 se bazează pe Android Open Source Project (AOSP) , cu modificări și îmbunătățiri ale unor componente pentru a rula arhitectura x86 (de exemplu, nucleul și HAL). Sistemul de operare acceptă accelerarea hardware OpenGL ES dacă sunt detectate chipset-urile GPU acceptate, de exemplu, Intel GMA, AMD Radeon și Nvidia (suportul pentru Nouveau a apărut în versiunea 4.4-r3). În absența GPU-urilor acceptate, sistemul poate funcționa utilizând randarea software.

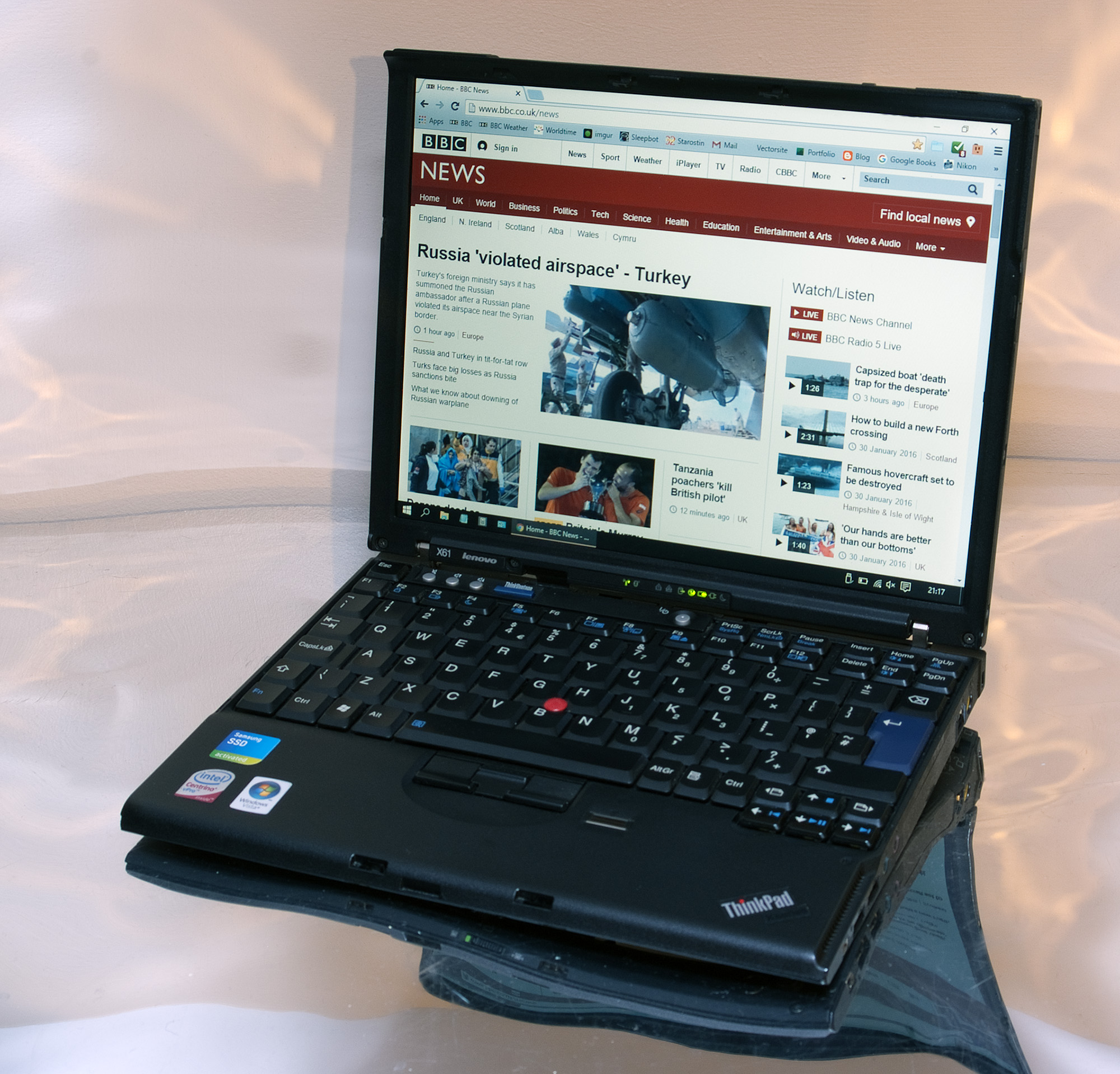
Lenovo ThinkPad x61

În prezent, Android-x86 a fost testat numai cu platformele ASUS Eee PC, tableta Viewsonic Viewpad 10, laptopurile Dell Inspiron Mini Duo și Lenovo ThinkPad x61, precum și dispozitivele UMPC Samsung Q1U și Viliv S5.

## Versiuni
- 4.4 rc1 - rc2 - r1 - r2 - r3 - r4 - r5 KitKat
- 5.1 rc1 Lollipop
- 6.0 rc1 - rc2 - r1 - CM rc1 - r2 - CM r1 - r3 Marshmallow
- 7.1 rc1 - rc2 r1 r2 - CM rc1 - r1 - r2 - CM r2 Nougat
- 8.1 rc1 - rc2 Oreo
- 9.0 rc1 - rc2. [3][4]

## Alte sisteme de operare bazate pe Android x86
- Bliss OS
- Lineage OS
- Openthos Arhivat în 11 septembrie 2019, la Wayback Machine.
- Phoenix OS Arhivat în 6 august 2019, la Wayback Machine.
- PrimeOS
- Remix OS Arhivat în 29 martie 2016, la Wayback Machine.[5][6]

Android-IA OS (Android on Intel Architecture) - proiect Intel ce a reutilizat modulul HAL drm_gralloc din Android-x86 pentru hardware-ul Intel HD Graphics. A fost testat pe dispozitivele Samsung XE700T, Acer Iconia W700, și Lenovo ThinkPad X220T/ X230T.